# Hèlène Bonoo
Hèlène Bonoo is een Surinaams dichteres en songwriter. Zij won in 2004 het componistenfestival SuriPop.

## Biografie
Ze was eind jaren 1990 als dichteres aangesloten bij Schrijversgroep '77.
In 2004 nam ze deel aan SuriPop en won de eerste prijs met het door haar geschreven lied Ibri yuro. Het werd vertolkt door Ngina Devis en het arrangement werd geschreven door Bud Gaddum.